# 山田兼三
山田 兼三（やまだ けんぞう、1948年4月3日 - ）は、日本の政治家。1980年から2005年の合併まで兵庫県佐用郡南光町（現・佐用町）長を務めた。1980年代に誕生した唯一の日本共産党員首長である。
兵庫県出身。香川大学卒業。元日本非核宣言自治体協議会副会長。旭日小綬章受章。

## 概要
南光町長として25年間在任した。南光町をひまわりの里としてTVに出演させるなど有名にする。休耕地を活用して長林キャンプ場を建設したり、若鮎ランドを建設するなど、地域資源を活用した町づくりを実施していた。一方で、高齢者など移動が困難な人が安い料金で買い物、通院などができるようにとひまわりサービスを実施したり、歯科センターを文化センター内に設置したり、センターひまわりを若鮎ランドの傍に建設するなど、福祉にも力を入れる。限られた予算内で工夫して予算編成をしていた。当時、東京都庁の豪華庁舎建て替え移転に端を発した豪華な自治体庁舎が各地に建設される一方、南光町の庁舎は古かったが、町民のために庁舎への予算は最小限にとどめて、町民の知恵を活かして町づくりを進めたり、福祉の充実を推進した。

## 来歴
山本信一前町長の死去による1980年の南光町長選に、部落解放同盟（「解同」）による無法地帯状態にあった（前町長の山本は「解同」による町長室での暴力的行為に備えて防衛用の武器となる竹刀などを具備していた）同和行政の正常化を訴え日本共産党公認で出馬。当時32歳で、なおかつ告示3日前に相生市から南光町に移住、2日前に党から公認を得るという状況だったが、新顔2人を破り初当選を果たす。共産党公認首長の誕生は、1968年に行われた長野県山ノ内町長選挙（杵淵茂）以来、12年ぶりとなった。
当選後は公約通り同和予算の見直しを進めた一方で、国民健康保険料の低減や子どもの医療費の無料化の拡充、訪問歯科診療、ひまわりサービスなど福祉・医療の充実に力を入れた。特に、歯科保健センターを中心として8020運動を全国に広めたことでも知られる。千種川を生かした町づくりを推進し、長林キャンプ場、ひまわり館を建設した。ひまわりから加工品を作るなどひまわりの郷として南光町を有名にした。
町議会では超少数与党（初当選時共産党所属の町議は12人の議員中1人のみ）に悩まされたものの、過度に党派色を前面に出すことなく議会とも融和姿勢をとり（議場に掲げられた国旗にも反対しなかった）、こうした実績から山田は初当選以来当選を重ね、2004年の町長選で7選を果たす。この間3期、5期、6期目は無投票当選。
南光町、佐用町、上月町、三日月町の4町合併には慎重な姿勢を崩さなかったが、合併の是非を問う住民投票で賛成が多数を占めた結果、その意向を尊重し、最終的には容認。
2005年、4町合併に伴い誕生した佐用町長選挙に立候補。7期25年の町長経験を訴え旧上月町長の中川孝之、旧佐用町長の庵逧典章と争うも惜敗する（当選者は庵逧）。
町長を退任した現在でも、共産党地方議員の応援や「住民が主人公のまちづくり」をテーマとする講演を全国各地で行っている。なお、山田の7選は共産党員首長としては全国最多選。
2009年10月25日投開票の佐用町長選に再度立候補したが、現職の庵逧に敗れる。
2018年秋の叙勲で旭日小綬章を受章。

## 経歴
- 1980年（昭和55年）10月5日 - 南光町長選挙・初当選
- 1984年（昭和59年）9月15日 - 南光町長選挙・再選
- 1988年（昭和63年） 9月6日 - 南光町長選挙・無投票で3選
- 1992年（平成4年）  9月13日 - 南光町長選挙・4選
- 1996年（平成8年）  9月日 - 南光町長選挙・無投票で5選
- 2000年（平成12年） 9月5日 - 南光町長選挙・無投票で6選
- 2004年（平成16年） 9月12日 - 南光町長選挙・7選
- 2005年（平成17年）11月13日 - 佐用町長選挙・落選
- 2009年（平成21年）10月25日 - 佐用町長選挙・落選
- 2013年（平成25年）10月27日 - 佐用町長選挙・落選

## エピソード
- 2002年10月に秋の園遊会の招待を受ける。

## 著書
- 『南光町奮戦記―住民とともに歩む共産党員町長14年のドラマ』（1994年11月、あけび書房）
- 『「住民が主人公」を貫く町―続・南光町奮戦記』（2005年3月、あけび書房）